# Ізюмська лінія

Харківська область із Сіверським Дінцем

Ізюмська лінія — (Нова лінія, Новозбудована лінія) — система оборонних укріплень, споруджена 1679—80 рр. для захисту українських та російських земель від турецько-татарської агресії. Одна з російських порубіжних оборонних ліній XVI — XIX століття.
Розташовувалась в межах сучасної Харківської області України та Бєлгородської області Росії. Протяжність — 530 км. Пролягала із заходу від містечка Коломак, збудованого 1675—76 рр. на р. Коломак (притока Ворскли, басейн Дніпра), до р. Сіверський Донець (притока Дону), далі — вздовж річок Сіверського Дінця та його притоки Оскіл до гирла р. Валуй (притока Сіверського Дінця) — а потім до р. Тиха Сосна (притока Дону).
Як воєнно-інженерний комплекс включала земляні вали, дерев'яні споруди, лісові засіки, міста й фортеці. Найголовнішими із земляних валів були Перекопський (від верхів'я Коломака до верхів'я р. Мжа (притока Сіверського Дінця), перекривав шлях татарських вторгнень — Муравський шлях) і Палатовський (у північно-східній частині лінії).
Безпосередньо на лінії стояли: Коломак, Високопілля, Новий Перекоп (нині с. Перекіп, обидва села Валківського р-ну), Бишкин (нині с. Черкаський Бишкин), Лиман (нині с-ще міськ. типу; обидва Зміївського р-ну), Андрієві Лози (нині смт Андріївка), Балаклія, Савинська (нині смт Савинці; всі Балаклійського р-ну), Ізюм, Царевоборисів (нині с. Оскіл Ізюмського р-ну), Остропілля, Купенське (нині м. Куп'янськ), Кам'янське (нині с. Кам'янка Дворічанського р-ну) і Валуйки (крайній східний пункт; нині місто Бєлгородської області, Росія).
Північніше, неподалік лінії, вздовж річки Мжа, існували міста Валки, Водолага (нині с. Стара Водолага Нововодолазького р-ну), Соколів (нині с. Соколове Зміївського р-ну), Зміїв.
На будівництві лінії працювали десятки тисяч українців та росіян. Заселялася, охоронялася і добудовувалася переважно українськими козаками-переселенцями, які в Слобідській Україні поділялися на чотири стани: вартові, станичні, городові й полкові. В 1730-х рр. лінія втратила своє оборонне значення через спорудження Української лінії між Дніпром та Сіверським Дінцем.